# Channing Tatum
Channing Matthew Tatum (Cullman, Alabama; 26 de abril de 1980) es un actor estadounidense. 
Ha participado en varias películas, entre las que destacan Step Up de 2006, G.I. Joe: The Rise of Cobra de 2009, Dear John de 2010, The Vow, 21 Jump Street y Magic Mike de 2012; 22 Jump Street de 2014 y Jupiter Ascending  y Magic Mike XXL de 2015.

## Biografía

### Primeros años
Nació y vivió sus primeros años en Cullman, una pequeña ciudad de Alabama. Su madre, Kay Faust, trabaja para una aerolínea, y su padre, Glenn Tatum, en el sector de la construcción. Tiene una hermana llamada Paige. El actor posee ascendencia francesa, escocesa y nativa americana. Cuando tenía seis años su familia se mudó a Misisipi y creció en una zona rural en los esteros —bayou— del río Misisipi. 
Desde temprana edad fue un chico atlético, jugaba al fútbol americano, fútbol, béisbol y practicaba artes marciales, aunque siempre dice que «las chicas fueron la distracción más grande en la escuela». Durante su niñez practicó Kung Fu de los Cinco Ancestros bajo las órdenes del maestro Chee Kim Thong. La mayor parte de su adolescencia transcurrió en Tampa, Florida, donde ingresó en el Gaither High School y un año después se cambió al Tampa Catholic High School. En 1998 se graduó de la preparatoria y fue votado por sus compañeros como el más atlético. Después de que le concedieran una beca deportiva, ingresó al instituto Glenville State College en Glenville, West Virginia, pero perdió el interés y abandonó sus estudios. Regresó nuevamente a Tampa donde desempeñó todo tipo de trabajos. Según la revista US Weekly, Tatum trabajó como bailarín de striptease en un club nocturno, bajo el nombre de Chan Crawford. En 2010, durante una entrevista para un periódico australiano, dijo que le agradaría realizar una película acerca de sus experiencias como bailarín de striptease; el resultado sería Magic Mike, estrenado dos años después.

## Trayectoria profesional

### Primeros años
Además de actor, Tatum ha trabajado como modelo y ha aparecido en varios comerciales. Como bailarín trabajó junto a Ricky Martin en el videoclip de la canción "She Bangs", después de audicionar en Orlando, Florida; le pagaron $400 dólares.
Su primera experiencia fue en la industria del modelaje, donde trabajó para firmas renombradas como Armani y Abercrombie & Fitch. Pronto comenzó a trabajar en varios comerciales para la televisión y en 2002 apareció en anuncios para Mountain Dew y Pepsi. Posteriormente, firmó con una agencia de modelos en Miami y apareció en la revista Vogue. También apareció en campañas para Nautica, Dolce & Gabbana y American Eagle Outfitters. 

En octubre de 2001 fue escogido como una de las 50 Caras más Bellas, por la revista Tear Sheet, ese mismo año firmó con la agencia Beatrice Model y trabajó para ella en Milán y otras ciudades de Italia y para la agencia Ford Models en la ciudad de Nueva York. 

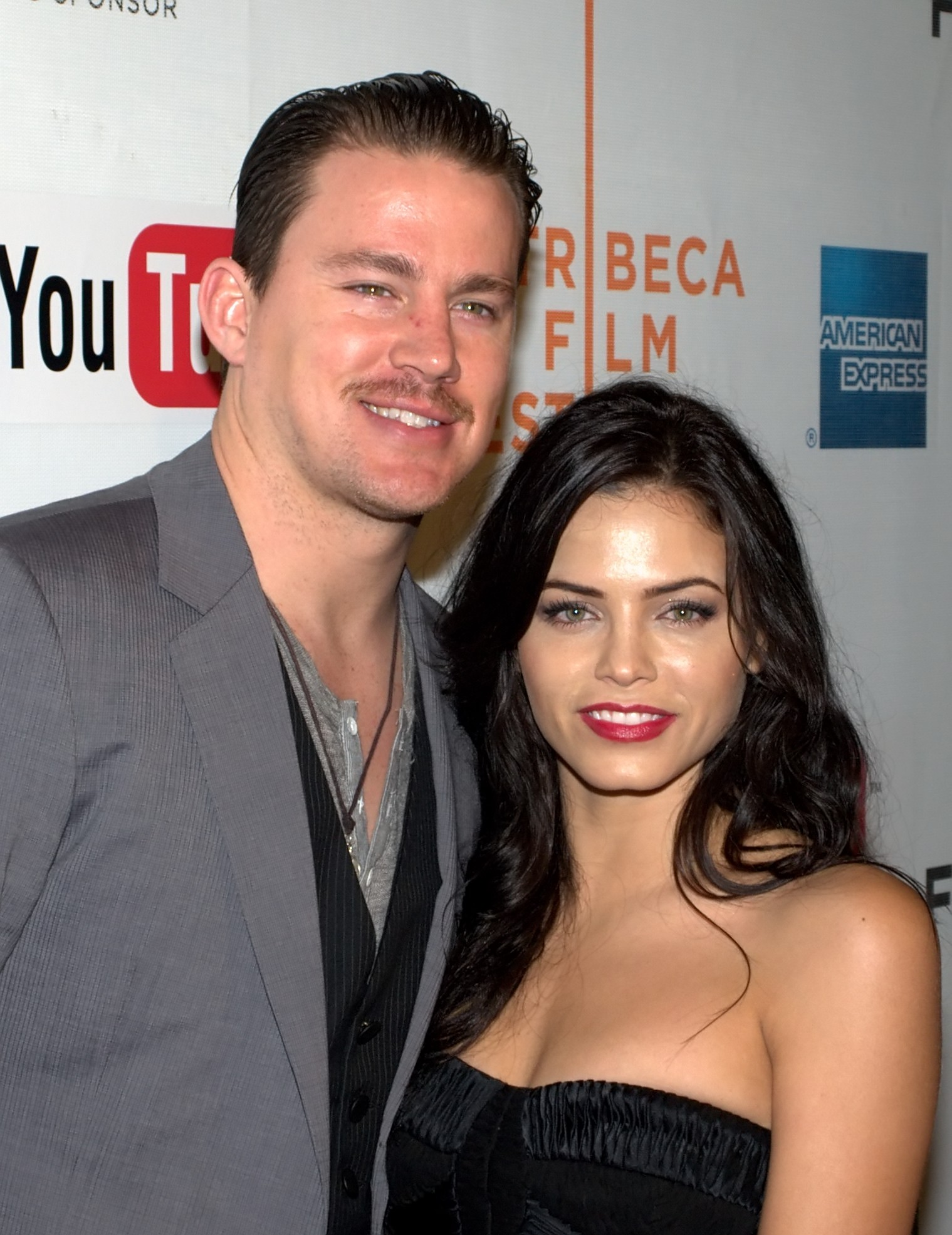
Channing junto a su exesposa, Jenna Dewan

Con respecto al modelaje, Tatum ha dicho que su carrera de modelo le ha ayudado con su vida, especificando que "Ha hecho mi vida y la de mi familia mucho más fácil, porque nunca sabía lo que quería hacer y ahora no tienen que preocuparse por mí; he sido capaz de explorar la vida, y por medio de esto he descubierto que me gusta el arte. Amo escribir y actuar, me gustan todas las cosas que tienen sentido para mí. Y me han dado la posibilidad para salir y ver el mundo y ver todas las cosas que están en él. No cualquiera tiene esa oportunidad".

### Actor
Channing Tatum dejó su carrera como modelo y comenzó su carrera en la actuación en 2004, después de aparecer en un episodio de la serie de televisión CSI: Miami. 
Su primer papel en una película lo obtuvo en 2005 en el drama escolar Coach Carter, donde interpretó a Jason Lyle, un jugador de baloncesto simpático de la calle junto a Samuel L. Jackson, también apareció en el video musical Hope del cantante de rap Twista, canción que apareció en la película.
Ese mismo año apareció en las películas de acción, drama y romance Supercross donde dio vida a Rowdy Sparks, un corredor de carreras de motos y en la película de crimen, drama y romance Havoc; también obtuvo un pequeño papel en la película de acción, drama y aventura La guerra de los mundos.
Tatum en un inicio fue escogido para interpretar a Genghis Khan en la película Mongol, pero fue sustituido por el actor Tadanobu Asano. En 2006 fue escogido para interpretar a Duke en la película She's the Man, Duke es el interés romántico de Viola Hastings (interpretado por Amanda Bynes), la película hizo su debut el 17 de marzo del mismo año y obtuvo un modesto éxito en taquilla.
Sin embargo la película con la que saltó a la fama fue Step Up, donde interpretó al rebelde bailarín de hip-hop Tyler Cage, un joven que después de destruir la escuela Maryland School of Arts, termina entrando en ésta, donde conoce y se enamora de la bailarina Nora Clark, (papel interpretado por su exesposa, Jenna Dewan). Por su interpretación fue nominado a los premios Teen Choice Awards donde ganó la categoría de Choice Movie: Dance, junto a Jenna.
Más tarde ese mismo año se unió a la película A Guide to Recognizing Your Saints, un drama basado en el año 1980, junto a Shia LaBeouf; en la película interpretó a Antonio, un joven de la calle de Astoria, Queens, que utilizaba sus puños para resolver sus problemas; el personaje de Antonio ya maduro fue interpretado por el actor Eric Roberts. Tatum describió la película como "su primer papel dramático", la película recibió críticas positivas y fue premiada en el Festival de Cine de Sundance; por su interpretación recibió el premio Independent Spirit en la categoría de mejor actor de reparto.
En 2007 apareció en la película de acción y drama Battle in Seattle, la película fue dirigida por Stuart Townsend y trata sobre la enorme protesta de la Organización Mundial del Comercio de 1999 en Seattle. Ese mismo año interpretó a Greg en la película independiente The Trap, dirigida por Rita Wilson.
Tatum fue escogido para participar en la película Poor Things, junto a Lindsay Lohan, Shriley MacLaine, Rosario Dowson y Olimpia Dukakis, sin embargo, tuvo que rechazarla debido a conflictos con la programación.
En 2008 interpretó al sargento Steve Shriver, en la película dramática Sto-Loss, la cual trata sobre soldados que vuelven a casa después de estar en la Guerra de Irak. Ese mismo año hizo una aparición especial en la secuela de Step Up: Step Up 2: The Streets, donde volvió a interpretar el papel de Tyler Gage, primo de Andie West.
En 2009 apareció en la película de acción y drama Fighting, donde interpretó a Shawn MacArthur, un joven quien después de llegar a Nueva York con las manos completamente vacías, encuentra su suerte cuando conoce a Harvey Boarden, quien lo introduce en el corrupto circuito del boxeo callejero. La película fue dirigida por Dito Montiel, quien también dirigió A Guide to Recognizing Your Saints. Ese mismo año interpretó al gánster de 1930 Pretty Boy Floyd en la película biográfica de crimen y drama Public Enemies, donde su personaje es asesinado por el agente del FBI Melvin Purvis (interpretado por Christian Bale).
También interpretó al Capitán Duke Hauser en la película de acción y aventura G.I. Joe: The Rise of Cobra, basada en las figuras de acción populares de Hasbro. 
En 2010 interpretó al soldado John Tyree en la película de guerra, drama y romance Dear John, basada en el best seller de Nicholas Sparks. La película sigue la vida de John quien durante su período de permiso va a visitar a su padre a California del Sur donde conoce y se enamora de Savannah, sin embargo, después de que John se ve forzado a regresar, ambos se ven obligados a descubrir si su amor es capaz de sobrevivir. La película fue estrenada el 2 de febrero del mismo año.
Ese mismo año también aparecerá en la película animada Morgan and Destiny's Eleventeenth Date, en la tercera entrega de Step Up, Step Up 3D y en el drama The Eagle of the Ninth donde interpretará a Marcus Aquila junto a Donald Sutherland.
Mientras se encontraba filmando The Eagle of the Ninth, sufrió una lesión por quemadura, cuando un miembro del equipo vertió agua hirviendo en su traje y olvidó antes diluirlo con agua fría, una técnica utilizada para mantener a los actores con una temperatura adecuada cuando filman escenas en un río. Cuando Tatum intentó quitarse el traje el agua cayó en su entrepierna y sufrió quemaduras severas en su pene, poco después Channing informó que fue lo más doloroso que haya experimentado en su vida, a pesar de aquello, hoy encuentra bien.
Junto a sus amigos Reid Carolin, Adam Martingano, Brett Rodríguez y su esposa Jenna, fundaron una productora llamada "33andOut Productions", su primera producción fue un documental llamado Earth Made of Glass, la cual sigue al presidente de Ruanda, Paul Kagame y al superviviente del genocidio Jean-Pierre Sagahutu: el filme fue seleccionado para estrenarse en el Festival de Cine de Tribeca de 2010.
Channing volverá a trabajar junto a Dito Montiel en la película de acción The Brotherhood of the Rose. Montiel dirigirá y escribirá la película, la cual se basará en la vida de dos huérfanos que fueron criados por un agente de la CIA, quienes luego de convertirse en asesinos y después de que sus operaciones salen mal, se encuentran atrapados en una conspiración y perseguidos por los espías más peligrosos del mundo.

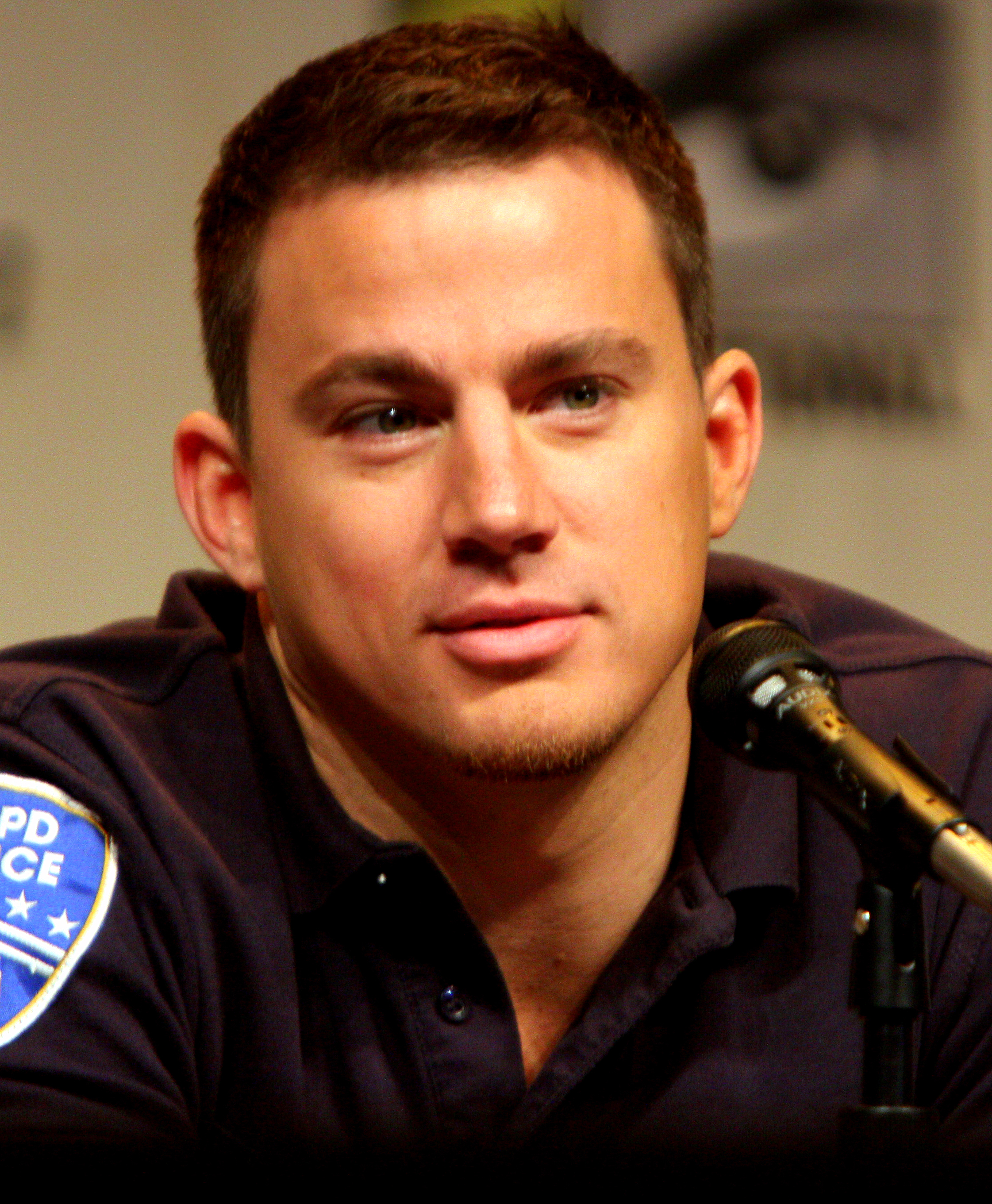
Channing Tatum en el WonderCon 2012 en Anaheim, CA..

En 2011 iba a aparecer en los thrillers de acción Indomable (Haywire), en el crimen Son of No One, donde interpretará a Jonathan White, junto a Al Pacino, en la comedia Cheaters y en la secuela de GI Joe, G.I. Joe 2. En enero de 2010 se anunció que Rhett Reese y Paul Wernick serían los escritores de la película. 
También apareció en la película The Standford Prisión Experiment, la cual fue dirigida por Christopher McQuarrie y Tim Talbott y su lanzamiento fue en 2011 y en Pinkville dirigida por Oliver Stone.
Chaning actuó al lado de Rachel McAdams, en la película romántica The Vow, donde interpretó a Leo Collins y realizó una escena de desnudo en la que mostró sus glúteos. "Estoy seguro de que no será la última vez que me quite la ropa", dijo Tatum. La película fue dirigida por Michael Sucsy y contó la historia basada en un hecho real de una pareja casada, que tienen un grave accidente automovilístico, que deja en coma a la esposa Paige, la cual al despertarse no recuerda a su marido y este trata de ganarse de nuevo el amor de ella.
En 2012 se estrenó la comedia Magic Mike, sobre el mundo de los estríperes (estriptis masculino), protagonizada por Tatum y Matthew McConaughey.
El 6 de febrero de 2015, actuó junto a la actriz Mila Kunis, en la película El destino de Júpiter (Jupiter Ascending), donde interpreta Caine Wise. En julio de ese año estrenó la segunda entrega de Magic Mke, tituada Magic Mike XXL, de la que también fue productor.
En 2023 se estrenó El último baile de Magic Mike, como última parte de la trilogía y junto a Salma Hayek.
Desde 2017 a 2019 fue integrante del proyecto de 20th Century Fox, para la película Gambit, como papel protagonista donde interpretaría al personaje de cómic Gambito. Dicha prodcucción se canceló, pero en 2024 tuvo la oportunidad de interpretar al personaje, en Deadpool & Wolverine.

## Vida personal
En septiembre de 2008 Tatum le pidió matrimonio a Jenna Dewan en Maui, Hawái y el sábado 11 de julio de 2009 se casaron en la iglesia Estates Vineyards en Malibu, California. Su relación inició poco después de terminar de grabar Step Up en 2006, siendo ambos protagonistas del film.  El 31 de mayo de 2013 nació la primera hija de la pareja, Everly Elizabeth Maiselle Tatum. El 2 de abril de 2018 la pareja anunciaba su separación.

## Filmografía

### Cine
| Cine              | Cine                               | Cine                         | Cine                         |      |              |            |  |
| Año               | Título                             | Papel                        | Director                     |      |              |            |  |
| ----------------- | ---------------------------------- | ---------------------------- | ---------------------------- | ---- | ------------ | ---------- |  |
| Año               | Título                             | Papel                        | Director                     | 2005 | Coach Carter | Jason Lyle |  |
| Havoc             | Nick                               |                              |                              | 2005 |              |            |  |
| Supercross        | Rowdy Sparks                       |                              |                              | 2005 |              |            |  |
| War of the Worlds | Chico en Iglesia                   | Sin acreditar                |                              | 2005 |              |            |  |
| 2006              | She's the Man                      | Duke Orsino                  |                              |      |              |            |  |
| 2006              | Step Up                            | Tyler Gage                   |                              |      |              |            |  |
| 2006              | A Guide to Recognizing Your Saints | Antonio                      |                              |      |              |            |  |
| 2007              | The Trap                           | Greg                         | Cortometraje                 |      |              |            |  |
| 2007              | Battle in Seattle                  | Johnson                      |                              |      |              |            |  |
| 2008              | Step Up 2: The Streets             | Tyler Gage                   | Cameo                        |      |              |            |  |
| 2008              | Stop-Loss                          | Steve Shriver                |                              |      |              |            |  |
| 2009              | Fighting                           | Shawn MacArthur              |                              |      |              |            |  |
| 2009              | Public Enemies                     | Charles Arthur Floyd         |                              |      |              |            |  |
| 2009              | G.I. Joe: The Rise of Cobra        | Conrad Hauser / Duke         |                              |      |              |            |  |
| 2010              | Dear John                          | John Tyree                   |                              |      |              |            |  |
| 2011              | The Dilemma                        | Zip                          |                              |      |              |            |  |
| 2011              | The Son of No One                  | Jonathan «Milk» White        |                              |      |              |            |  |
| 2011              | The Eagle                          | Marcus Flavius Aquila        |                              |      |              |            |  |
| 2011              | 10 Years                           | Jake Bills                   | También productor            |      |              |            |  |
| 2011              | Haywire                            | Aaron                        |                              |      |              |            |  |
| 2012              | The Vow                            | Leo Collins                  |                              |      |              |            |  |
| 2012              | 21 Jump Street                     | Greg Jenko                   | También productor ejecutivo  |      |              |            |  |
| 2012              | Magic Mike                         | Michael «Magic Mike» Lane    | También productor            |      |              |            |  |
| 2013              | Side Effects                       | Martin Taylor                |                              |      |              |            |  |
| 2013              | G.I. Joe: Retaliation              | Conrad Hauser / Duke         |                              |      |              |            |  |
| 2013              | This Is the End                    | Él mismo                     | Cameo                        |      |              |            |  |
| 2013              | White House Down                   | John Cale                    | También productor ejecutivo  |      |              |            |  |
| 2013              | Don Jon                            | Connor Verreaux              | Cameo                        |      |              |            |  |
| 2014              | The Lego Movie                     | Superman                     | Voz                          |      |              |            |  |
| 2014              | Foxcatcher                         | Mark Schultz                 |                              |      |              |            |  |
| 2014              | 22 Jump Street                     | Greg Jenko                   | También productor            |      |              |            |  |
| 2014              | The Book of Life                   | Joaquin Mondragon Jr.        | Voz                          |      |              |            |  |
| 2015              | Jupiter Ascending                  | Caine Wise                   |                              |      |              |            |  |
| 2015              | Magic Mike XXL                     | Michael «Magic Mike» Lane    | También productor            |      |              |            |  |
| 2015              | The Hateful Eight                  | Jody Domergue                |                              |      |              |            |  |
| 2016              | Hail, Caesar!                      | Burt Gurney                  |                              |      |              |            |  |
| 2017              | The Lego Batman Movie              | Kal-El / Superman            | Voz                          |      |              |            |  |
| 2017              | Kingsman: The Golden Circle        | Tequila                      |                              |      |              |            |  |
| 2017              | Logan Lucky                        | Jimmy Logan                  | También productor            |      |              |            |  |
| 2018              | Smallfoot                          | Migo                         | Voz                          |      |              |            |  |
| 2019              | The Lego Movie 2: The Second Part  | Superman                     | Voz                          |      |              |            |  |
| 2021              | America: The Motion Picture        | George Washington            | Voz; también productor       |      |              |            |  |
| 2021              | Free Guy                           | Revenjamin Buttons           |                              |      |              |            |  |
| 2022              | Dog                                | Jackson Briggs               | También director y productor |      |              |            |  |
| 2022              | The Lost City                      | Alan Caprison / Dash McMahon |                              |      |              |            |  |
| 2022              | Bullet Train                       | Pasajero del tren            | Cameo sin acreditar          |      |              |            |  |
| 2023              | Magic Mike's Last Dance            | Michael «Magic Mike» Lane    |                              |      |              |            |  |
| 2024              | Fly Me to the Moon                 | Cole Davis                   |                              |      |              |            |  |
| 2024              | Deadpool & Wolverine               | Remy LeBeau / Gambito        |                              |      |              |            |  |
| 2024              | Blink Twice                        | Slater King                  | También productor            |      |              |            |  |

### Televisión
| 2004 | CSI: Miami                    | Bob Davenport | Episodio: «Pro Per»                   |
| 2012 | Saturday Night Live           | Él mismo      | Episodio: «Channing Tatum / Bon Iver» |
| 2014 | The Simpsons                  | Él mismo      | Voz; episodio: «Steal This Episode»   |
| 2014 | Running Wild with Bear Grylls | Él mismo      | Episodio: «Channing Tatum»            |
| 2016 | Idiotsitter                   | Trick Malloy  | Episodio: «Hos Before Bros»           |
| 2017 | Comrade Detective             | Gregor Anghel | Voz; 6 episodios                      |

### Videos musicales
| 2000 | «She Bangs»                              | Ricky Martin                        |
| 2006 | «(When You Gonna) Give It Up to Me»      | Sean Paul & Keyshia Cole            |
| 2006 | «Get Up»                                 | Ciara & Chamillionaire              |
| 2013 | «(I Wanna) Channing All Over Your Tatum» | Jamie Foxx & C.Tatum & Jimmy Kimmel |
| 2017 | «Beautiful Trauma»                       | P!nk                                |

## Premios y nominaciones
| Año  | Categoría                            | Premio                            | Película                           | Resultado |
| ---- | ------------------------------------ | --------------------------------- | ---------------------------------- | --------- |
| 2010 |                                      | Belstaff Award                    |                                    | Ganador   |
| 2010 | Choice Movie: Chemestry              | Teen Choice Award                 | Dear John                          | Nominado  |
| 2010 | Choice Movie Actor: Drama            | Teen Choice Award                 | Dear John                          | Nominado  |
| 2010 | Choice Movie Actor: Action Adventure | Teen Choice Award                 | G.I. Joe: The Rise of Cobra        | Ganador   |
| 2010 | Biggest Badass Star                  | MTV Movie Award                   | G.I. Joe: The Rise of Cobra        | Nominado  |
| 2010 | Best Male Performance                | MTV Movie Award                   | Dear John                          | Nominado  |
| 2009 | Choice Movie Actor: Drama            | Teen Choice Award                 | Fighting                           | Nominado  |
| 2008 | Choice Movie Actor: Drama            | Teen Choice Award                 | Stop Loss                          | Ganador   |
| 2007 | Choice Movie: Dance                  | Teen Choice Award                 | Step Up                            | Ganador   |
| 2007 | Choice Movie Actor: Drama            | Teen Choice Award                 | Step Up                            | Nominado  |
| 2007 | Best Supporting Male                 | Independent Spirit Award          | A Guide to Recognizing Your Saints | Nominado  |
| 2006 |                                      | Breakthrough Award                | A Guide to Recognizing Your Saints | Nominado  |
| 2006 | Best Actor                           | Gijón International Film Festival | A Guide to Recognizing Your Saints | Ganador   |
| 2006 | Ensamble Performance                 | Special Jury Prize                | A Guide to Recognizing Your Saints | Ganador   |
| 2006 | Movies - Choice Breakout (Male)      | Teen Choice Award                 | She's the Man                      | Ganador   |
| 2006 | Movies - Choice Liplock              | Teen Choice Award                 | She's the Man                      | Nominado  |